# Roger Gibbon
Roger Patrick Gibbon (* 9. März 1944 in Arouca) ist ein ehemaliger trinidadischer Radrennfahrer. Er war der erste Radrennfahrer seines Landes, der international erfolgreich war und eine Medaille bei Weltmeisterschaften errang.

## Sportliche Laufbahn
Roger Gibbon begann seine Radsport-Karriere mit 14 Jahren, als er die ersten Rennen in seiner Altersklasse auf der Radrennbahn Queen’s Park Oval in Port of Spain gewann. Seine ersten internationalen Erfolg hatte er 1962 bei den Central American and Caribbean Games in Kingston, wo er Erster im 1000-Meter-Zeitfahren und Zweiter im Sprint wurde. 1963 errang er zwei Medaillen bei den Panamerikanischen Spielen in São Paulo, eine goldene im Sprint und eine silberne im Zeitfahren. 1964 startete er bei den Olympischen Spielen in Tokio und belegte im Zeitfahren Platz acht. 1966 gewann er zwei Goldmedaillen bei den Commonwealth Games, im Sprint und im Zeitfahren sowie die Goldmedaille im Sprint und im 1000-Meter-Zeitfahren bei den Zentralamerika- und Karibikspielen.
1967 gewann Gibbon wiederum zweimal Gold, bei den Panamerikanischen Spielen in Winnipeg und wurde zudem Dritter im Sprint der Amateure bei den UCI-Bahn-Weltmeisterschaften 1967 in Amsterdam. Von 1963 bis 1967 war er immer am Start der Bahnradsport-Weltmeisterschaften. 1968 startete er ein zweites Mal bei Olympischen Spielen und wurde in Mexiko-Stadt Fünfter im Sprint.
Anschließend beendete Roger Gibbon seine Radsport-Karriere; Anlass war der Unfalltod seines jüngeren Bruders. Später wurde er Präsident des Radsportverbandes von Trinidad und Tobago, Vize-Präsident des Nationalen Olympischen Komitees und leitete eine Regierungskommission für Sportbelange. Im Mai 2011 wurde er in die Queen's Park Cricket Club Hall of Fame aufgenommen.

## Erfolge
1962
- Zentralamerika- und Karibikspielesieger – 1000-Meter-Zeitfahren
- Zentralamerika- und Karibikspiele – Sprint

1963
- Panamerikameister – Sprint
- Panamerikameisterschaft – 1000-Meter-Zeitfahren

1966
- Zentralamerika- und Karibikspielesieger – Sprint, 1000-Meter-Zeitfahren
- Commonwealth-Games-Sieger – Sprint, 1000-Meter-Zeitfahren

1967
- Weltmeisterschaft – 1000-Meter-Zeitfahren
- Panamerikameister – Sprint, 1000-Meter-Zeitfahren